# Onderwijsvorm
Een onderwijsvorm is een onderwijskundige term die in België vooral gebruikt wordt om de variatie binnen het secundair onderwijs te benoemen. In Vlaanderen is het een officiële term, gehanteerd door het Ministerie van onderwijs.
In Nederland wordt het begrip geheel anders gebruikt. Daar gaat het om de vorm waarin het onderwijs wordt gegeven.

## Nederland
In de Nederlandse onderwijssituatie is onderwijsvorm de methode van kennisoverdracht. Daarbij valt te denken aan:
- hoorcolleges, waarin de studenten in grote groepen de gegeven informatie in zich opnemen
- werkcolleges, waarin de studenten in vaak kleinere groepen meer actief werkzaam zijn
- practica, waarin de activiteit van de studenten zelfs centraal staat.

Een andere manier om onderwijsvormen te onderscheiden, zijn de verschillende overdrachtsmodellen.
- Zo kan de overdracht eenzijdig zijn: de docent spreekt en de leerling luistert.
- Er kan ook tweezijdigheid bestaan: docent en leerling communiceren, bijvoorbeeld door vraag en antwoord.
- Er kan een zogenaamd wielmodel gevolgd worden, waarin niet de gehele discussie via de docent verloopt; ook de leerlingen onderling communiceren met elkaar.

## België
Het secundair onderwijs in Vlaanderen telt vier onderwijsvormen:
- Algemeen secundair onderwijs (aso)
- Technisch secundair onderwijs (tso)
- Kunstsecundair onderwijs (kso)
- Beroepssecundair onderwijs (bso)

Soms wordt het Deeltijds onderwijs als afzonderlijke onderwijsvorm beschouwd, waar het eigenlijk een variant van het beroepssecundair onderwijs is.
In de periode 2019-2024 zullen bovenstaande onderwijsvormen verdwijnen door de modernisering van het secundair onderwijs. Er komt een nieuwe indeling die de uitval en het zogenaamde watervalsysteem moet tegengaan. Zo wordt er nu onderscheid gemaakt tussen:
- Doorstroomfinaliteit
- Arbeidsmarktfinaliteit
- Dubbele finaliteit

De doorstroomfinaliteit is in grote mate de opvolger van het vroegere aso, aangevuld met domeingebonden doorstroomrichtingen uit het vroegere tso en kso. In deze onderwijsvorm worden de leerlingen voorbereid op studies in het hoger onderwijs. De studierichtingen binnen de arbeidsmarktfinaliteit zijn praktijkgericht en bereiden de leerlingen voor op de arbeidsmarkt of een eventuele graduaatsopleiding. Het omvat de voormalige bso studierichtingen. De dubbele finaliteit bevindt zich tussen de twee voorgaande onderwijsvormen. Hier zijn zowel theoretische als praktijkgerichte studierichtingen te vinden, of een combinatie van beide. Het omvat de meeste studierichtingen uit het vroegere kso en tso onderwijs. 
Deze onderwijsvormen bestaan in principe pas vanaf het eerste leerjaar van de tweede graad secundair onderwijs (derde jaar secundair). In de eerste graad spreekt met van A-stroom en B-stroom. Dit werd ingevoerd met de start van de modernisering van het secundair onderwijs in 2019.
Na de eerste graad A-stroom met vrucht beëindigd te hebben, kan de leerling in principe doorstromen naar elke onderwijsvorm. 

Het eerste jaar van de B-stroom is bedoeld voor leerlingen die geen getuigschrift lager onderwijs hebben behaald, een leerachterstand hebben opgelopen of minder geschikt zijn voor overwegend theoretisch onderwijs.
Na het eerste jaar B-stroom kan de leerling starten in het eerste jaar A-stroom of in het tweede jaar B-stroom, het zogenaamde beroepsvoorbereidend leerjaar (BVL). Na het beroepsvoorbereidend leerjaar stroom je door naar de tweede graad bso. Na het met vrucht beëindigen van een leerjaar bso, kan de leerling overstappen naar een "hogere" onderwijsvorm zoals kso/tso, maar moet dan wel instappen in hetzelfde jaar.

## Terminologie
Onderwijsvorm in de betekenis van de didactische werkvorm (wijze van lesgeven) wordt vaak voorafgegaan door een bijvoeglijk naamwoord dat aanduidt hoe de lerende zich de leerdoelen eigen maakt (oriëntatie) of hoe het leerproces wordt begeleid (sturing). Voorbeelden van onderwijsvormen met een specifieke oriëntatie zijn interesse georiënteerd onderwijs, object georiënteerd onderwijs, pedagogisch georiënteerd onderwijs, situatie georiënteerd onderwijs, experimenteel georiënteerde onderwijs, confessioneel georiënteerd onderwijs, student georiënteerd onderwijs, wetenschappelijk georiënteerd onderwijs en ontwerp georiënteerd onderwijs.
Voorbeelden van onderwijsvormen met een specifieke sturing zijn projectgestuurd onderwijs, probleemgestuurd onderwijs, taakgestuurd onderwijs, opdrachtgestuurd onderwijs en docentgestuurd onderwijs.